# Paweł Klint
Paweł Klint (ur. 1977 roku) – polski historyk specjalizujący się w historii społeczno-gospodarczej Polski; nauczyciel akademicki związany z Uniwersytetem Wrocławskim.

## Biografia
Urodził się w 1977 roku. Po ukończeniu kolejno szkoły podstawowej i średniej oraz pomyślnie zdanym egzaminie dojrzałości podjął w 1996 roku studia historyczne na Uniwersytecie Wrocławskim, które ukończył w 2001 roku magisterium. W tym samym roku rozpoczął studia doktoranckie, zakończone w 2005 roku uzyskaniem przez niego stopnia naukowego doktora nauk humanistycznych w zakresie historii na podstawie pracy pt. Szlachecki obrót ziemią w powiecie kcyńskim w latach 1626-1655, której promotorem był dr hab. Marek Górny. W 2017 roku uzyskał stopień naukowy doktora habilitowanego nauk humanistycznych w zakresie historii o specjalności historia nowożytna, na podstawie pracy habilitacyjnej nt. Szlachta wielkopolska w XVII wieku. Grupa społeczna i majątkowa.
Początkowo pracował jako asystent, a następnie adiunkt w Zakładzie Antropologii Historycznej w Instytucie Historycznym Uniwersytetu Wrocławskiego. Obecnie jest zatrudniony jako profesorem uczelnianym  w Zakładzie Historii Gospodarczej, Demografii i Statystyki Instytutu Historycznego Uniwersytetu Wrocławskiego.
Poza działalnością naukową na swojej macierzystej uczelni pełnił także kilka ważnych funkcji organizacyjnych. W latach 2020–2022 był prodziekanem do spraw studenckich, a od 2022 roku pełniącym obowiązki dziekana Wydziału Nauk Historycznych i Pedagogicznych.

## Dorobek naukowy
Zainteresowania naukowe Pawła Klinta koncentrują się wokół problematyki związanej z obyczajami i mentalnością szlachty w okresie nowożytnym, a w szczególności z przestępczością, przedsiębiorczością i podejściem do śmierci. Opublikował m.in.:
- Ziemia wschowska w czasach starosty Hieronima Radomickiego, Wschowa-Leszno 2009.
- Kultura funeralna ziemi wschowskiej, Wschowa 2010.
- Klasztor Franciszkanów w Woźnikach : dzieje, ludzie, budowle, Woźniki 2011.
- Testamenty szlacheckie z ksiąg grodzkich wielkopolskich z lat 1657-1680, Wrocław 2011.
- Szlachecki obrót ziemią w powiecie kcyńskim w latach 1626-1655, Wrocław 2012.
- Rycerze, szlachta, ziemianie : szlachetnie urodzeni na ziemi wschowskiej i pograniczu wielkopolsko-śląskim, Wschowa-Leszno 2014, współredaktorzy: Marta Małkus i Kamila Szymańska.
- Przestępczość kryminalna w Europie Środkowej i Wschodniej w XVI-XVIII w., Łódź 2017, współredaktor: Daniel Wojtucki.
- Testamenty szlacheckie z ksiąg grodzkich i ziemskich ziemi halickiej z XVII wieku, Wrocław 2018, współwydawcy: Konrad Rzemieniecki, Jakub Węglorz.
- Testamenty szlacheckie z ksiąg grodzkich ziemi sanockiej z XVII wieku, Wrocław 2020, współwydawca: Konrad Rzemieniecki.